# María Bernaldo de Quirós
María de la Salud Bernaldo de Quirós y Bustillo, (Madrid, 26 de marzo de 1898–26 de septiembre de 1983), conocida como María Bernaldo de Quirós, fue la primera mujer en España en conseguir un título de piloto internacional de aeroplano. 

## Biografía

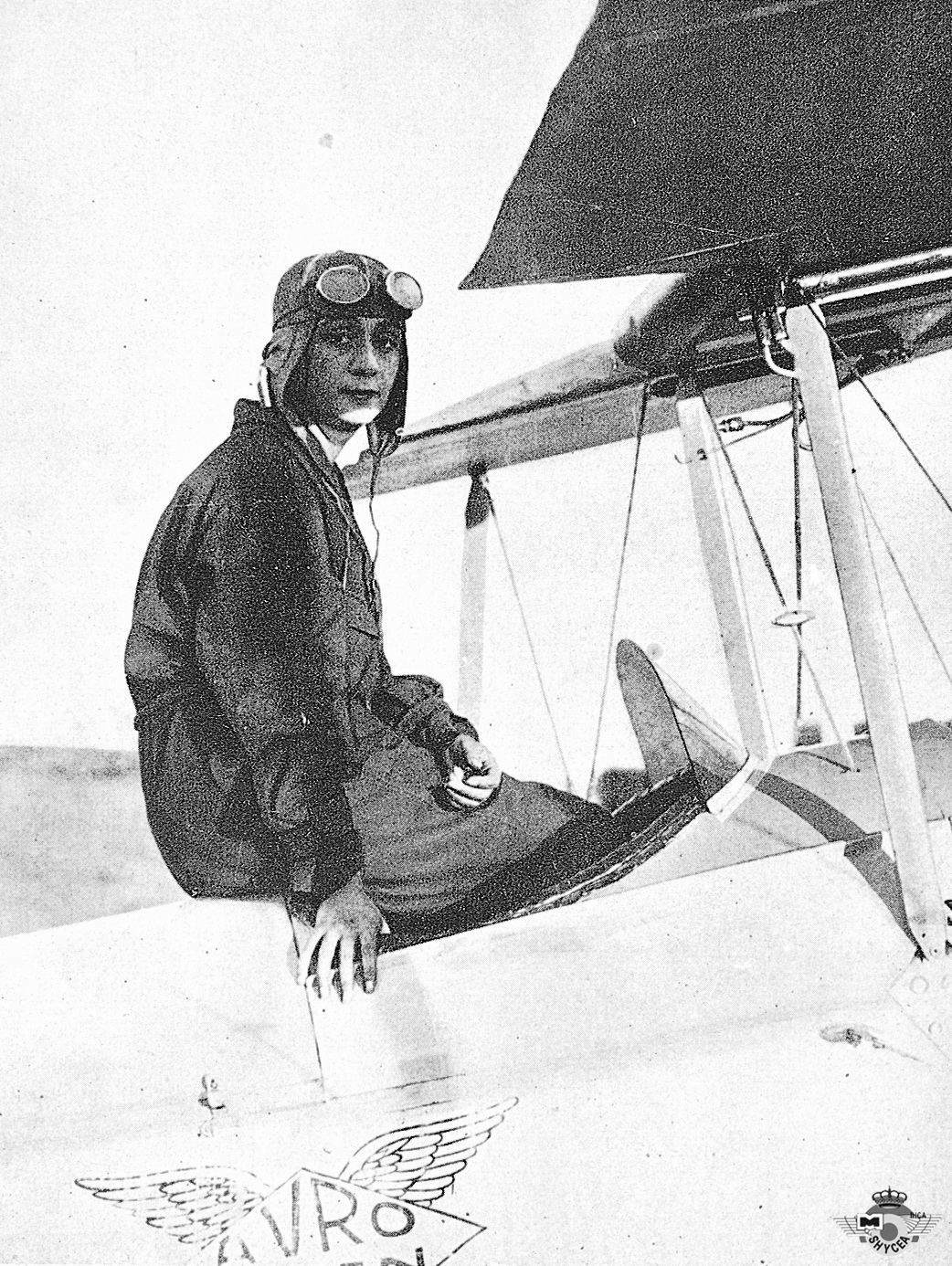

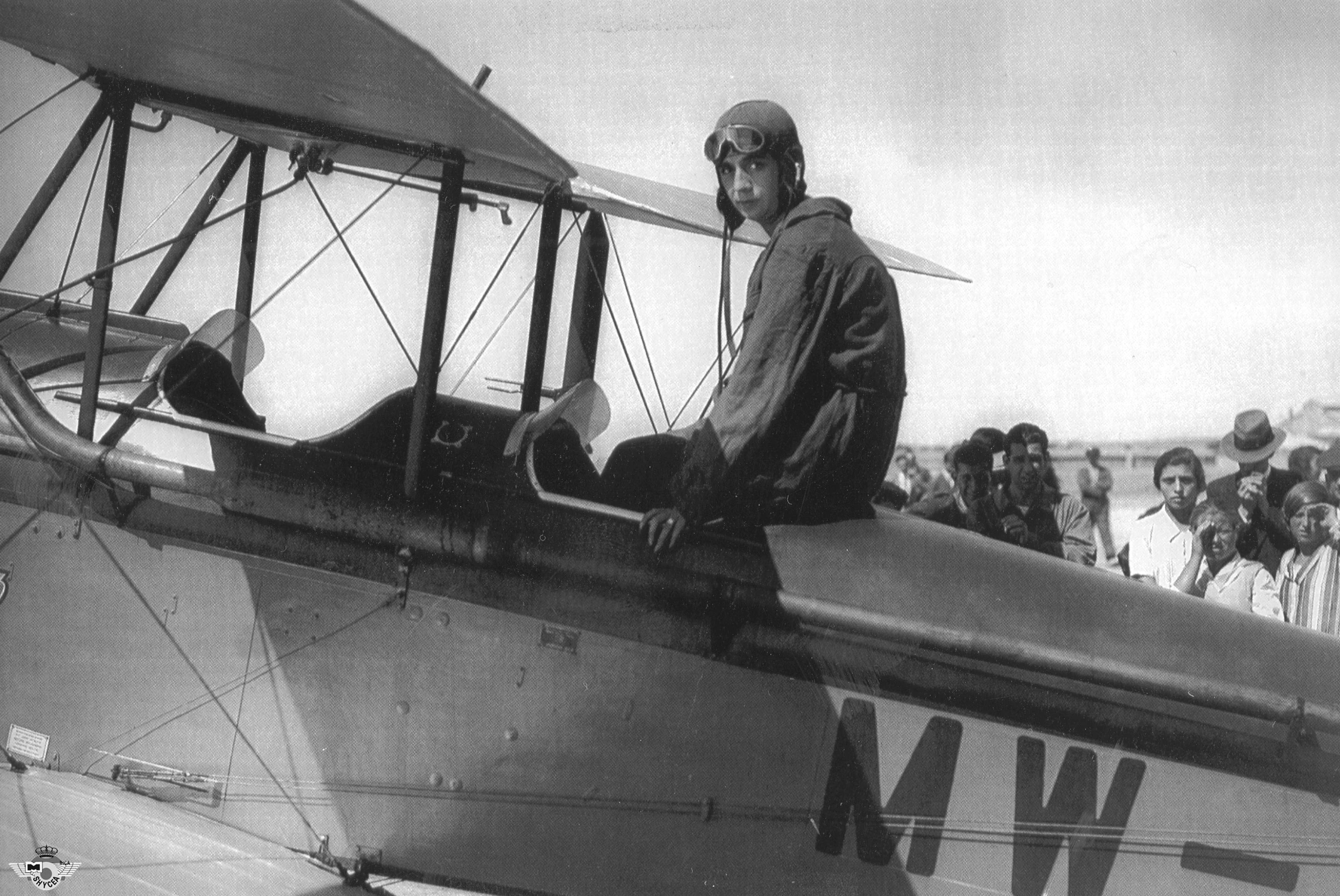

Nació en Madrid el 26 de marzo de 1898 y falleció el 26 de septiembre de 1983 en Madrid a los 85 años por causas naturales. Era la quinta hija de los Marqueses de los Altares, ambas familias de ascendencia asturiana, de la localidad de Llanes y con mayor renombre de Ciudad Rodrigo.
En 1917 contrajo matrimonio con su primo Ramón Bernaldo de Quirós y Argüelles, III Marqués de Argüelles. El enlace matrimonial tuvo lugar el 1 de septiembre de 1917 en la Capilla del palacio de Los Altares (Llanes). A su regreso a Madrid, se instalaron en un piso en el Paseo de la Castellana.[cita requerida] Tuvieron dos hijos, María en 1918, que falleció en 1919, y Ramón que nació y murió en 1920. Su marido falleció por la gripe.
Se volvió a casar en junio de 1922 en Madrid con José Manuel Sánchez-Arjona y de Velasco fijando su residencia en la Casa de los Vázquez en Ciudad Rodrigo. En marzo de 1928 tres aviones que volaban de Sevilla a Valladolid aterrizaron forzosamente debido a una avería. Fue cuando se interesó por los aeroplanos después de tantas charlas con el capitán Antonio Rueda y todo lo relacionado con la aviación. Fue una de las primeras mujeres en acogerse a la Ley de Divorcio de la República.

### Primera mujer piloto civil
Se trasladó a Madrid donde comenzó sus estudios de piloto. Su formación aeronáutica le fue encomendada a José Rodríguez Díaz de Lecea, perteneciente a la promoción de 1920 de Aviación Militar. Realizó su primer vuelo en solitario el día 7 de septiembre de 1928 con una avioneta D.H 60 “Moth”, matrícula civil perteneciente al Real Aero Club. Era un biplaza ligero de turismo construido en madera pensado exclusivamente en un uso recreativo. La revista Estampa, en su número del 25 de septiembre de 1928, le dedicó su portada a su primer vuelo en solitario.
Con 28 años consiguió ser la primera mujer piloto civil. El 24 de noviembre recibió la licencia de piloto civil de la Federación Aeronáutica Internacional, por la Escuela del Real Aeroclub de Getafe, después de haber aprobado en octubre de 1928. El primer piloto varón español, Benito Loygorri, realizó su primer vuelo en España siete años antes.
Para celebrar la obtención del título fue invitada a una fiesta organizada por la revista Motoavión en el aeródromo de Getafe. Una vez ya obtenido el título de piloto, la empresa inglesa de Havilland Aircraft Company, fabricante del De Havilland le vendió uno de sus aparatos de Havilland DH.60 Moth que ella misma bautizó como “mosquito” a mitad de precio, para que promocionara la aviación por las distintas ciudades españolas, exhibiendo su avioneta y participando en algunos festivales.
En marzo de 1929 un grupo de más de cien aviadores civiles y militares firmaron una petición dirigida al general Kindelán para que se concediera a María el título y la insignia de piloto militar honorífico, al igual que a sus compañeros varones. Sin embargo, el general se negó por ser mujer.
En 1929 se le negó la posibilidad de ser socia del Real Aero Club. También el jefe superior de la Aeronáutica, Alfredo Kindelán tampoco quiso concederle el título y emblema de aviadora honoraria.
Fue instructora de aspirantes a piloto en Asturias y consiguió buena fama durante su estancia en Getafe, siendo apodada “Miss Golondrina” y también conocida como "Eca". En el aeródromo madrileño participó en la caza de la avutarda y, al inicio de la Guerra Civil voló, aunque durante poco tiempo, para el bando nacional en el norte del país.

## Reconocimientos
- Una calle en Ciudad Rodrigo lleva su nombre.[15]

- En 2020, la aerolínea Iberia bautizó a uno de sus nuevos A320-Neo con su nombre.[16]
- En 2024, Correos le dedicó un sello.[17]